# Ernst Wilhelm Bursche

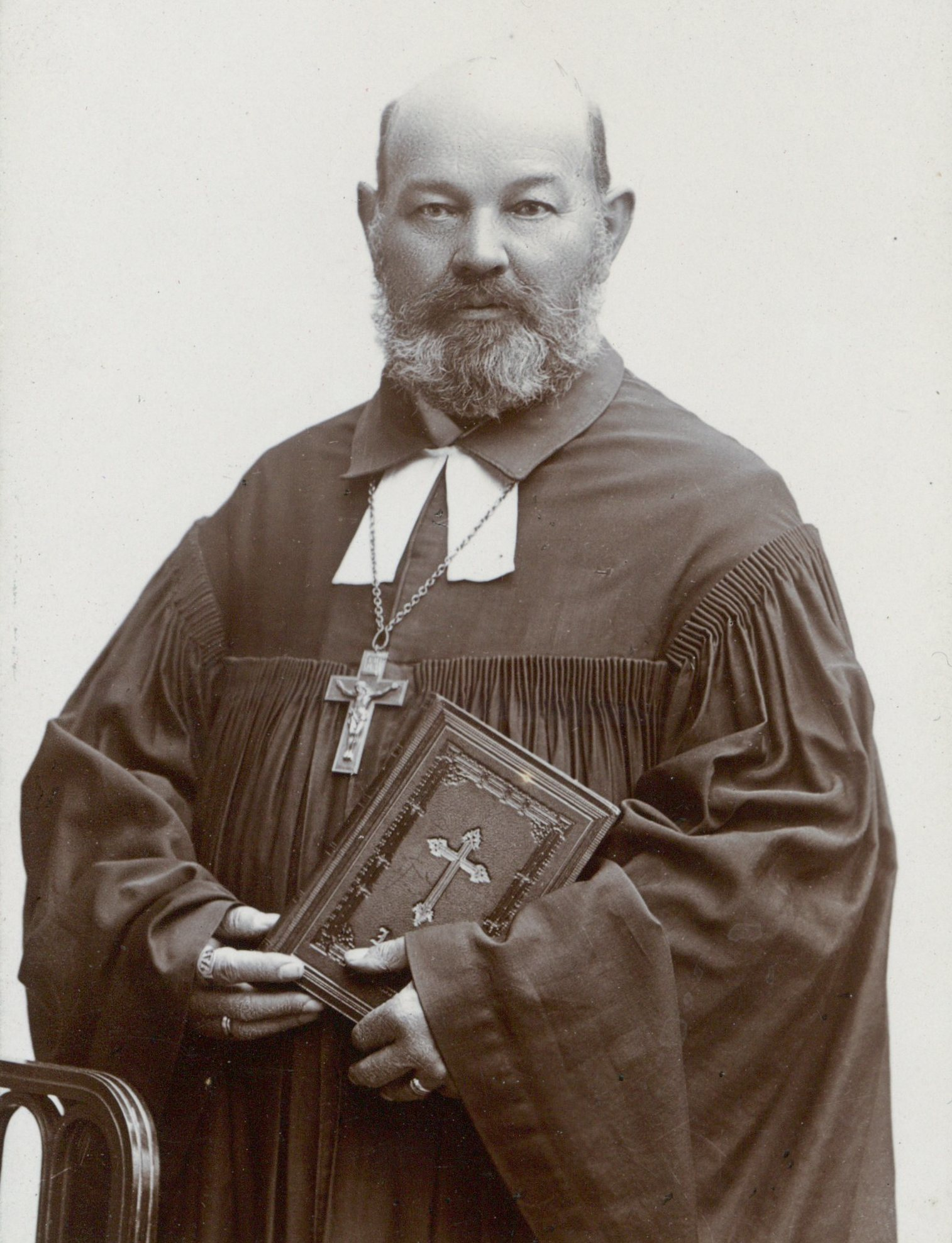
Ernst Wilhelm Bursche

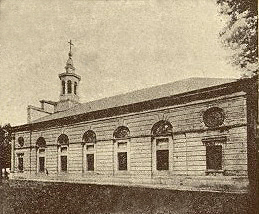
Evangelische Kirche in Zgierz

Ernst Wilhelm Bursche (* 9. Mai 1831 in Turek; † 6. April 1904 in Zgierz) war Pastor der evangelisch-augsburgischen Konfession und Pfarrer in Zgierz. 

## Leben

### Herkunft und Familie
Er war der älteste Sohn des aus Oppach nach Turek eingewanderten Webers Joachim Gotthelf Bursche (1803–1852).
Ernst Wilhelm Bursche war zweimal verheiratet: mit Mathilde Müller († 1875) und ab 1879 mit Mathilde Harmel. Er wurde Vater von neun Söhnen und drei Töchtern. Sein erstgeborener Sohn Juliusz Bursche (1862–1942) wurde Generalsuperintendent und Bischof der evangelisch-augsburgischen Kirche in Polen. Jüngere Söhne waren Emil Bursche († 1934), Chirurg und Hauptarzt des evangelischen Krankenhauses in Warschau; Edmund Bursche, Pfarrer in Łowicz, später Professor an der Universität Warschau (1881–1940); Alfred Bursche, Rechtsanwalt (1883–1942) sowie der Architekt und Denkmalpfleger Theodor Bursche (1893–1965).

### Werdegang
Ernst Wilhelm Bursche besuchte die Schule der Herrnhuter Brüdergemeine in Niesky in der Provinz Schlesien (heute in Sachsen gelegen). Seine Eltern starben 1852 und 1853 während einer Cholera-Epidemie. 1854 begann er sein Studium an der Fakultät für evangelische Theologie der Kaiserlichen Universität Dorpat, das er 1858 abschloss. Während des Studiums war er Mitglied im Konwent Polonia. 
Er wurde am 15. August 1865 ordiniert und begann sein Vikariat in Lipno, am 1. Dezember 1858 in Kalisz, im Juni 1863 in der Dreieinigkeitsgemeinde in Łódź.
Am 4. September 1865 wurde er Verwalter und am 7. Oktober 1866 Pfarrer der evangelisch-augsburgischen (lutherischen) Gemeinde in Zgierz; dieses Amt hatte er bis zum Ende seines Lebens inne. Ab 1897 war er auch Regionalbischof (Superintendent) der Diözese Płock.